# Hans Schreiber
Johann Carl August 'Hans' Schreiber (26. november 1912 i Aarhus – 31. maj 1969 i Heden) var en dansk komponist, pianist og kapelmester. Op gennem 1930'erne var han engageret hos flere orkestre, bl.a. hos Kai Ewans, hvor han optrådte som orkesterpianist. Fra 1942 helligede han sig arbejdet med at komponere og arrangere og i midten af 1940'erne indledte han et samarbejde med Knud Pheiffer, der resulterede i en række populære melodier, primært lanceret i Fiffer Revyerne. Herudover komponerede Schreiber også radio- og teatermusik, men blev også populær gennem sin filmmusik, bl.a. til Mani, Adam og Eva, Vi som går køkkenvejen, Sønnen, Kongeligt besøg og Det er så yndigt at følges ad.
Efter krigen blev han engageret som teaterkapelmester på forskellige svenske operettescener. I 1955 indgik han ægteskab med skuespillerinden Grethe Thordahl.

## Eksternt link
- Hans Schreiber på Internet Movie Database (engelsk)
- Hans Schreiber på Filmdatabasen
- Hans Schreiber på danskefilm.dk
- Hans Schreiber på Scope
- Hans Schreiber på Svensk Filmdatabas (svensk)
- Hans Schreiber på AllMovie (engelsk)
- Hans Schreiber på The Movie Database (engelsk)